# ハグしちゃお
「ハグしちゃお」は、夏川りみの11枚目のシングル。2005年12月21日にビクターエンタテインメントから発売された。
CD発売に先駆け、テレビ朝日の『ドラえもん』携帯サイトでは2005年10月28日から着メロ配信が開始されている。

## 概要
テレビアニメ『ドラえもん』のオープニングテーマとして、2005年10月28日から2007年4月20日まで使用された。『ドラえもん』のオープニングテーマが「ドラえもんのうた」から変更されたのは、第2作第1期を含めると「ぼくドラえもん」以来2度目である。オープニングアニメーションでは多数の原作（大長編も含む）のゲストキャラが総出演した。
映画作品では『映画ドラえもん のび太の恐竜2006』と『映画ドラえもん のび太の新魔界大冒険 〜7人の魔法使い〜』のオープニングで使用された。
2007年5月11日からは「夢をかなえてドラえもん」に変更された。2024年現在、『ドラえもん』のオープニングテーマでタイトルと歌詞に「ドラえもん」が含まれない曲は、本曲と「ひまわりの約束」のみである。

## 収録曲
1. ハグしちゃお [3:49]
作詞：阿木燿子／作曲：宇崎竜童／編曲：京田誠一
2. ゆいま〜る [4:53]
作詞：猫田麻耶／作曲：RIMI、CHUEI／編曲：吉川忠英
3. ハグしちゃお（オリジナルカラオケ）  [3:49]
4. ゆいま〜る（オリジナルカラオケ） [4:52]

## カバー
- 山野さと子、森の木児童合唱団 - コロムビア版カバー。2006年6月21日発売『CDツイン テレビこどものうた〜轟轟戦隊ボウケンジャー〜』（COCX-33715〜6）などに収録。
- AKI、ひまわりキッズ - キングレコード版カバー。2006年9月21日発売『ぼよよん行進曲 新こどものうたヒットパレード』（KICG-8279）などに収録。